# Поликруг

Стереографическая проекция двумерного остова бикруга — двумерного тора. Остов вращается вокруг плоскости

Поликру́г — понятие комплексного анализа, раздела математики, топологическое произведение нескольких плоских кругов, одно из обобщений понятия круга; другое наиболее известное обобщение круга — шар.
Синонимы: полидиск; круговой полицилиндр; шар в поликруговой метрике; шар в {\displaystyle \rho }-метрике; произведение кругов.
Поликруг естественным образом обобщается на полиобласть.
Поликруг есть частный случай полной области Рейнхарта.

## Определение поликруга
Поликруг радиуса {\displaystyle r} с центром в точке {\displaystyle z_{0}} — следующее множество точек {\displaystyle z} комплексного пространства {\displaystyle C^{n}} произвольной размерности {\displaystyle n}:
{\displaystyle \Delta ^{n}(z_{0},\,r)=\{z\in \mathbb {C} ^{n}\colon \,\|z-z_{0}\|<r\}=}
{\displaystyle =\{z=(z_{1},\,z_{2},\,\dots ,\,z_{n})\in \mathbb {C} ^{n}\colon \,{\underset {k}{\max }}|z_{k}-z_{0k}|<r,\,k=1,\,2,\,\dots ,\,n\}=}.
{\displaystyle =\{z=(z_{1},\,z_{2},\,\dots ,\,z_{n})\in \mathbb {C} ^{n}\colon \,|z_{k}-z_{0k}|<r,\,k=1,\,2,\,\dots ,\,n\}}.
Синонимы: полидиск; круговой полицилиндр; шар в поликруговой метрике; шар в {\displaystyle \rho }-метрике; поликруг с равными радиусами; полицилиндр с равными радиусами; произведение кругов.
Так определённый поликруг — это шар с центром {\displaystyle z_{0}} в поликруговой {\displaystyle \rho }-метрике. Геометрически поликруг есть топологическое произведение {\displaystyle n} плоских кругов
{\displaystyle \Delta ^{n}(z_{0},\,r)=\Delta (z_{01},\,r)\times \Delta (z_{02},\,r)\times \cdots \times \Delta (z_{0n},\,r),}
{\displaystyle \Delta (z_{0k},\,r)=\{z_{k}\in \mathbb {C} \colon |z_{k}-z_{0k}|<r\},\,k=1,\,2,\,\dots ,\,n,}
радиуса {\displaystyle r} с центрами в точках {\displaystyle z_{0k}}.
В общем случае поликруг векторного радиуса, или мультирадиуса, {\displaystyle \mathbf {r} =(r_{1},\,r_{2},\,\dots ,\,r_{n})} с центром в точке {\displaystyle z_{0}} — это следующее множество точек:
{\displaystyle \Delta ^{n}(z_{0},\,\mathbf {r} )=\{z=(z_{1},\,z_{2},\,\dots ,\,z_{n})\in \mathbb {C} ^{n}\colon |z_{k}-z_{0k}|<r_{k},\,k=1,\,2,\,\dots ,\,n\}}.
В общем случае поликруг векторного радиуса есть геометрически топологическое произведение {\displaystyle n} плоских кругов с разными радиусами {\displaystyle r_{k}} и одним центром {\displaystyle z_{0}}:
{\displaystyle \Delta ^{n}(z_{0},\,\mathbf {r} )=\Delta (z_{01},\,r_{1})\times \Delta (z_{02},\,r_{2})\times \cdots \times \Delta (z_{0n},\,r_{n}),}
{\displaystyle \Delta (z_{0k},\,r_{k})=\{z_{k}\in \mathbb {C} \colon |z_{k}-z_{0k}|<r_{k}\},\,k=1,\,2,\,\dots ,\,n,}
Единичный поликруг — поликруг с центром в начале координат, то есть {\displaystyle z_{0}=0}, и единичным радиусом, то есть {\displaystyle r=1}.
В общем случае эллиптический полицилиндр с центром в начале координат — это следующее множество точек:
{\displaystyle E^{n}(\mathbf {r} )=\{z=(z_{1},\,z_{2},\,\dots ,\,z_{n})\in \mathbb {C} ^{n}\colon |z_{k}+{\sqrt {r_{k}^{2}-1}}|<r_{k},\,r_{k}>1,\,k=1,\,2,\,\dots ,\,n\}.}
В общем случае аналитически скошенный полицилиндр — это множество точек, получающееся из полицилиндра после аффинного преобразования
{\displaystyle z_{k}=b_{k}+\sum \limits _{p=1}^{n}a_{kp}z'_{p},\,k=1,\,2,\,\dots ,\,n}
комплексного пространства.
Поликруг естественным образом обобщается на полиобласть.
Поликруг есть частный случай полной области Рейнхарта.

Диаграммы поликруга Рейнхарта и Хартогса
Диаграмма Рейнхарта бикруга в {\displaystyle \mathbb {C} ^{2}}
Диаграмма Рейнхарта трикруга в {\displaystyle \mathbb {C} ^{3}}
Диаграмма Хартогса бикруга в {\displaystyle \mathbb {C} ^{2}}

## Граница поликруга
Граница поликруга — множество {\displaystyle \partial \Delta ^{n}} всех точек, обладающих следующими двумя свойствами:
- хотя бы одна координата {\displaystyle z_{k}} принадлежит границе {\displaystyle k}-го круга;
- остальные координаты {\displaystyle z_{l},\,l\neq k,} имеют произвольные значения в замкнутых кругах.

Граница {\displaystyle \partial \Delta ^{n}} поликруга {\displaystyle \Delta ^{n}} состоит естественным образом из {\displaystyle n} множеств
{\displaystyle \Gamma _{k}=\{z\in \mathbb {C} ^{n}\colon |z_{k}-z_{0k}|=r_{k},\,|z_{l}-z_{0l}|\leqslant r_{l},\,l\neq k\}}
размерности {\displaystyle 2n-1}, поскольку на {\displaystyle 2n} координат любой точки {\displaystyle z} накладывается одно вещественное условие {\displaystyle |z_{k}-z_{0k}|=r_{k}}. Следовательно, и вся граница {\displaystyle \partial \Delta ^{n}=\bigcup _{k=1}^{n}\Gamma _{k}} поликруга {\displaystyle (2n-1)}-мерна.

Остов поликруга — {\displaystyle n}-мерное пересечение всех множеств границы поликруга {\displaystyle \Gamma _{k}}
{\displaystyle \Gamma =\operatorname {Sk} \Delta ^{n}=\partial \Delta _{1}\times \partial \Delta _{2}\times \cdots \times \partial \Delta _{n}=}
{\displaystyle =\{z\in \mathbb {C} ^{n}\colon |z_{k}-z_{0k}|=r_{k},\,k=1,\,2,\,\dots ,\,n\},}
которое представляет собой топологическое произведение {\displaystyle n} окружностей.

## Бикруг

Стереографическая проекция двумерного остова бикруга — двумерного тора. Остов вращается вокруг плоскости

### Определение бикруга
Бикруг — поликруг размерности 2. Рассмотрим единичный бикруг радиуса {\displaystyle r} с центром в начале координат и единичным радиусом, определяемый следующим выражением:
{\displaystyle \Delta ^{2}=\{z\in \mathbb {C} ^{2}\colon |z_{1}|<1,\,|z_{2}|<1\}}.
Бикруг есть четырёхмерное тело, получающееся как пересечение двух цилиндров
{\displaystyle (\operatorname {Re} z_{1})^{2}+(\operatorname {Im} z_{1})^{2}<1,\quad } {\displaystyle (\operatorname {Re} z_{2})^{2}+(\operatorname {Im} z_{2})^{2}<1,}
если считать двумерное комплексное пространство четырёхмерным вещественным.

### Граница бикруга

Остов бикруга

Граница единичного бикруга есть трёхмерное тело {\displaystyle \partial \Delta =\Gamma _{1}\cup \Gamma _{2}}, причём
{\displaystyle \Gamma _{1}=\{|z_{1}|=1,\,|z_{2}|\leqslant 1\}}
тоже трёхмерное тело, которое можно представить в виде расслоения в однопараметрическое семейство кругов:
{\displaystyle \Gamma _{1}=\bigcup _{\theta =0}^{2\pi }\{z_{1}=e^{i\theta },\,|z_{2}|\leqslant 1\},}
а для тела {\displaystyle \Gamma _{2}} всё аналогично.
Двумерный остов бикруга {\displaystyle \Gamma =\Gamma _{1}\cap \Gamma _{2}} есть тор
{\displaystyle \Gamma =\{|z_{1}|=1,\,|z_{2}|=1\}}.
Действительно, рассмотрим отображение
{\displaystyle z_{1}=e^{i\theta _{1}},\,z_{2}=e^{i\theta _{2}},}
которое голоморфно преобразует на двумерный остов {\displaystyle \Gamma } некоторый квадрат
{\displaystyle \{0\leqslant \theta _{1}\leqslant 2\pi ,\,0\leqslant \theta _{2}\leqslant 2\pi \},}
у которого, поскольку {\displaystyle e^{i(\theta _{k}+2\pi )}=e^{i\theta _{k}}}, отождествлены противоположные стороны, как показано на рисунке справа, то есть из квадрата склеен тор.
Этот тор {\displaystyle \Gamma }, как и граница бикруга, расслаивается на два однопараметрические семейства в данном случае окружностей
{\displaystyle \{z_{1}=e^{i\theta _{1}},\,|z_{2}|=1\},\quad \{z_{1}=1,\,|z_{2}|=e^{i\theta _{2}}\},}
{\displaystyle 0\leqslant \theta _{1},\,\theta _{2}<2\pi ,}
и на рисунке справа показано по одному представителю этих двух семейств.
Также тор {\displaystyle \Gamma } есть двумерная поверхность, получающаяся как пересечение поверхностей двух трёхмерных цилиндров
{\displaystyle (\operatorname {Re} z_{1})^{2}+(\operatorname {Im} z_{1})^{2}=1,\quad } {\displaystyle (\operatorname {Re} z_{2})^{2}+(\operatorname {Im} z_{2})^{2}=1,}
если считать двумерное комплексное пространство четырёхмерным вещественным, и расположенная в {\displaystyle \mathbb {R} ^{4}} на трёхмерной сфере
{\displaystyle (\operatorname {Re} z_{1})^{2}+(\operatorname {Im} z_{1})^{2}+(\operatorname {Re} z_{2})^{2}+(\operatorname {Im} z_{2})^{2}=2}.

### Геометрическое представление бикруга
Один из способов геометрического представления бикруга следующий:
1) выбираем в двумерном комплексном пространстве {\displaystyle \mathbb {C} ^{2}} трёхмерную сферу
{\displaystyle \{|z|={\sqrt {2}}\};}
2) на сфере фиксируем двумерный тор
{\displaystyle \Gamma =\{|z_{1}|=1,\,|z_{2}|=1\};}
3) на тор натягиваем два трёхмерных тела
{\displaystyle \Gamma _{1}=\{|z_{1}|=1,\,|z_{2}|\leqslant 1\},\quad } {\displaystyle \Gamma _{2}=\{|z_{1}|\leqslant 1,\,|z_{2}|=1\},}
которые лежат в шаровом слое
{\displaystyle \{1\leqslant |z|\leqslant {\sqrt {2}}\};}
4) объединение {\displaystyle \Gamma _{1}\cup \Gamma _{2}} этих двух трёхмерных тел ограничивает бикруг.

### Слой бикруга
Слой бикруга — область, заключённая между двумя концентрическими границами различных бикругов.
Слой бикруга — точечное множество {\displaystyle \Omega } комплексного пространства {\displaystyle \mathbb {C} ^{n}(z)}, который можно определить как следующую разность двух концентрических бикругов с центром в начале координат, где вычитаемое — замыкание бикруга:
{\displaystyle \Omega \equiv \Delta ^{2}(0,\,R)\setminus {\bar {\Delta }}^{2}(0,\,r),\quad } {\displaystyle 0<r<R.}

## Полиобласть
Поликруг естественным образом обобщается на полиобласть.
Полиобласть {\displaystyle D=D_{1}\times D_{2}\times \cdots \times D_{n}} — топологическое произведение {\displaystyle n} следующих в общем случае плоских многосвязных областей:
{\displaystyle D_{k}\subset \mathbb {C} ,\,k=1,\,2,\,\dots ,\,n.}
Синонимы: поликруговая область; обобщённый полицилиндр; полицилиндрическая область.
Если все плоские области {\displaystyle D_{k}} односвязны, то в этом случае полиобласть {\displaystyle D} гомеоморфна шару.
Граница {\displaystyle \partial D} полиобласти {\displaystyle D} состоит естественным образом из {\displaystyle n} множеств
{\displaystyle \Gamma _{k}=\{z\in \mathbb {C} ^{n}\colon \,z_{k}\in \partial D_{k},\,z_{l}\in {\overline {D_{l}}},\,l\neq k\},\quad } {\displaystyle k=1,\,2,\,\dots ,\,n}
размерности {\displaystyle 2n-1}.
Остов полиобласти {\displaystyle D} — {\displaystyle n} мерное пересечение всех множеств {\displaystyle \Gamma _{k}}
{\displaystyle \Gamma =\partial D_{1}\times \partial D_{2}\times \cdots \times \partial D_{n}=}
{\displaystyle =\{z\in \mathbb {C} ^{n}\colon \,z_{k}\in \partial D_{k},\,k=1,\,2,\,\dots ,\,n\},}
которое представляет собой топологическое произведение {\displaystyle n} областей.